# 阿拉耶爾維

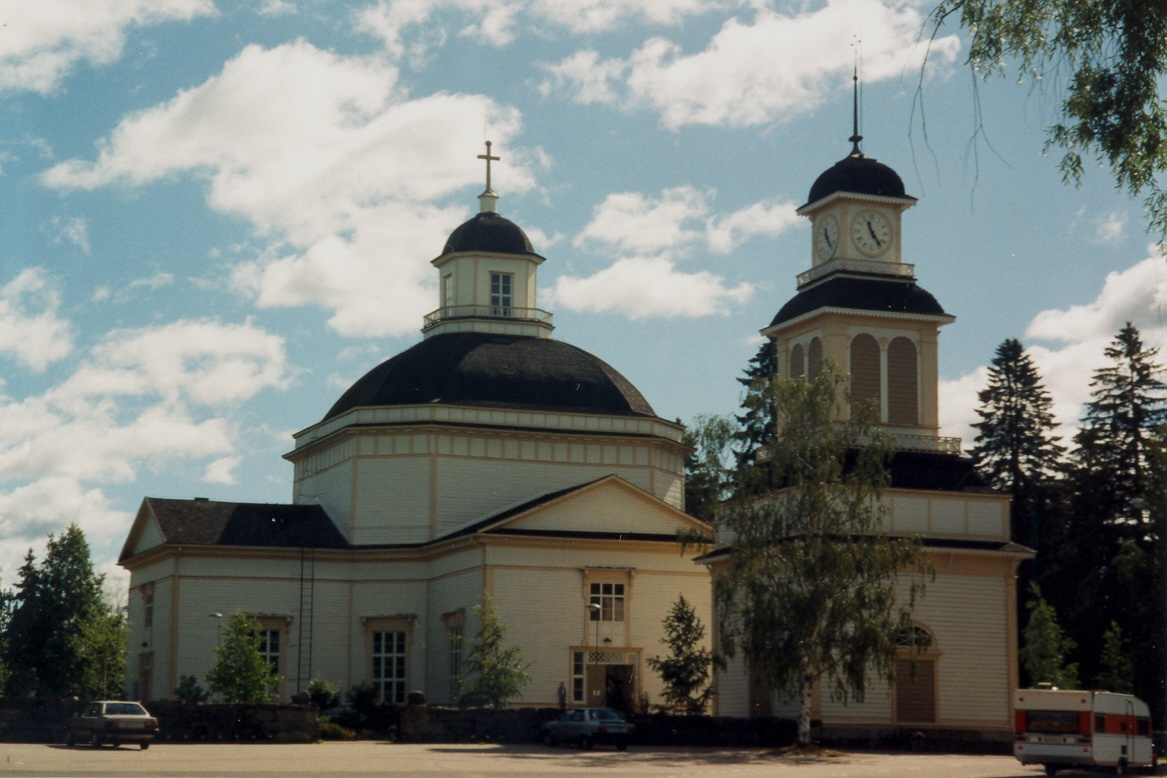

阿拉耶爾維是芬蘭的城鎮，位於該國西部，由南博滕區負責管轄，面積1,056.75平方公里，主要經濟活動有紡織業、機械業和冶金業，2012年人口10,330，其中約99%居民的母語是芬蘭語。

## 外部連結
- Town of Alajärvi – Official website